# Gare d'Une
La gare d'Une (有年駅, Une-eki) est une gare ferroviaire japonaise de la ligne Sanyō, située sur le territoire de la ville d'Akō, dans la préfecture de Hyōgo. 
Elle est mise en service en 1890.
C'est une halte voyageurs exploitée par la compagnie JR West.

## Situation ferroviaire
Établie à 21 mètres d'altitude, la gare d'Une est située au point kilométrique (PK) 83.1 de la ligne Sanyō.

## Histoire
Le 10 juillet 1890, la gare est inaugurée par la compagnie Sanyo Railway. Elle possède le plus vieux sceau d'inauguration datant de juillet 1890 encore accroché à une façade de gare dans la préfecture de Hyogo. Les deux autres plus vieux sceaux encore accrochés en gares dans la préfecture, sont les gares de Kōro et Tsurui sur la ligne Bantan, sceau datant de 1894.
En 1987, la gestion de la gare revient à la JR West après le découpage de la société nationale japonaise des chemins de fer. En　2014, la gare subit des travaux d'amélioration et de modernisme.
En 2014, la fréquentation journalière de la gare était de 295 personnes
| 2010 | 2011 | 2012 | 2013 | 2014 |
| 289  | 284  | 288  | 308  | 295  |

## Service des voyageurs

### Accueil
C'est une halte sans services.

### Desserte
La gare d'Une est une gare disposant de deux quais et de deux voies. La desserte est effectuée par des trains, rapides ou locaux, qui circulent entre les gares de Kamigōri et d'Aioi.
| N° de voie | Ligne   | Direction          |
| ---------- | ------- | ------------------ |
| 1          | A Sanyō | Kamigōri - Okayama |
| 2          | A Sanyō | Himeji - Osaka     |

Installations et desserte
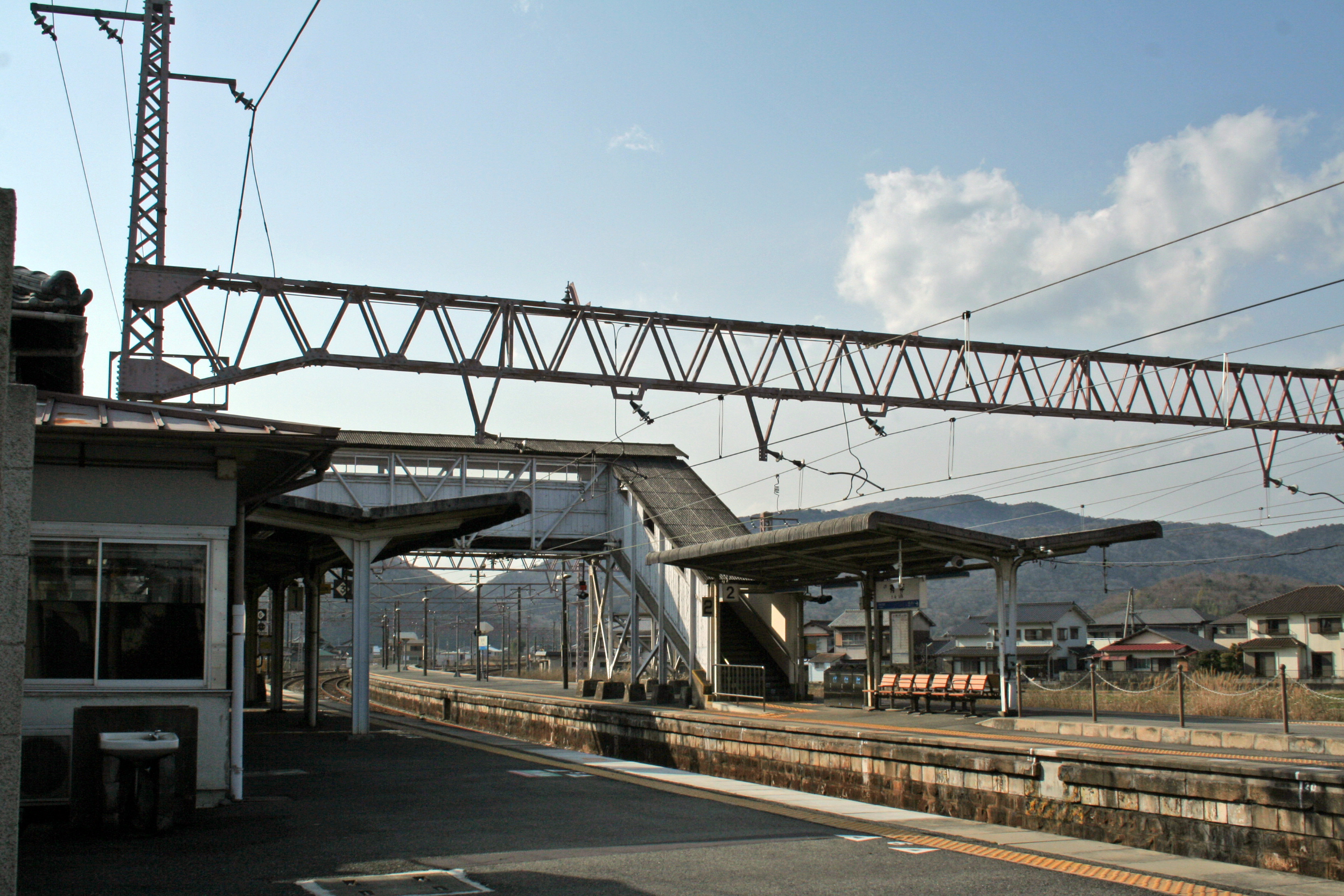
Quais et passerelle.
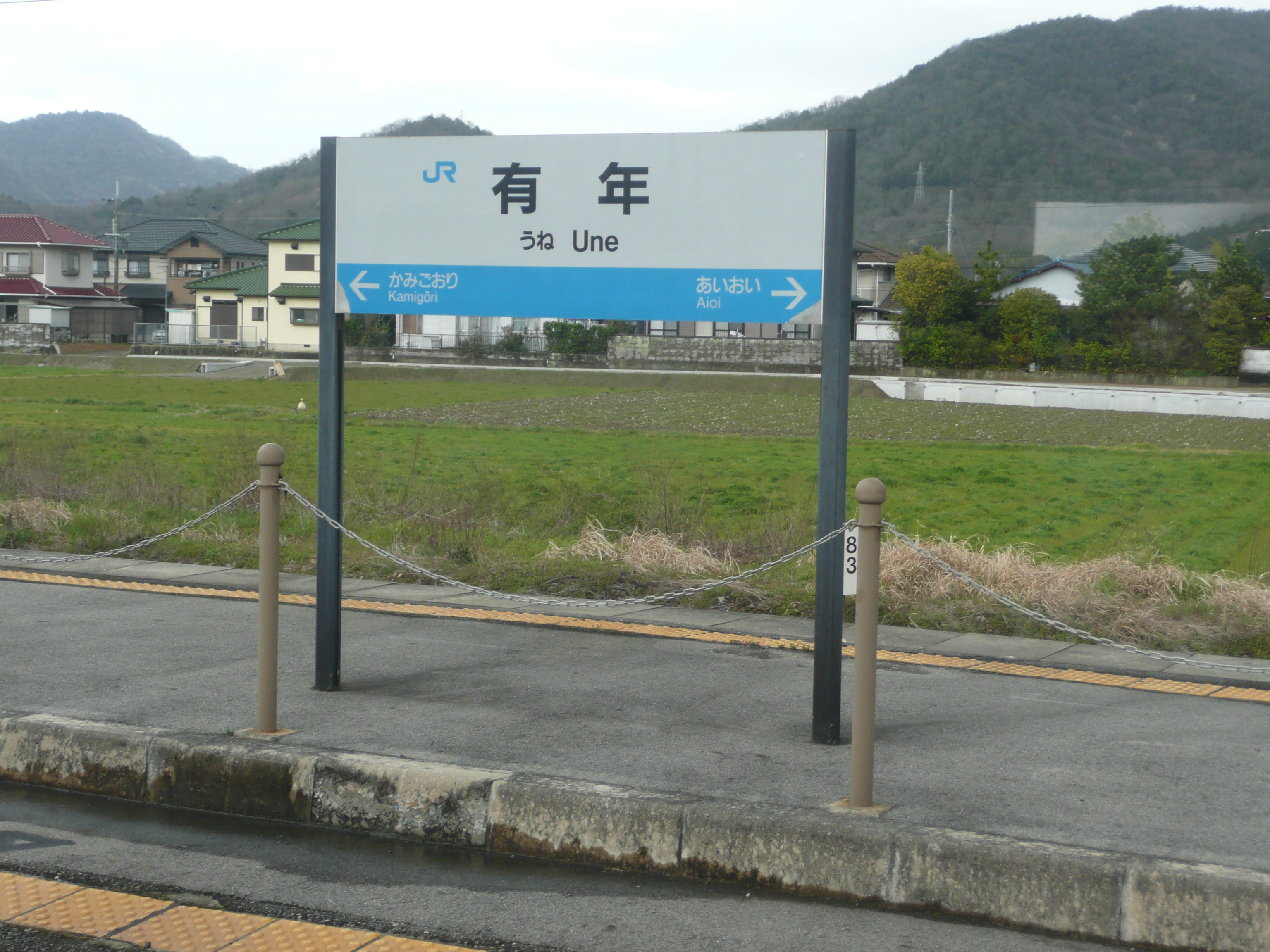
Panneau de quai.
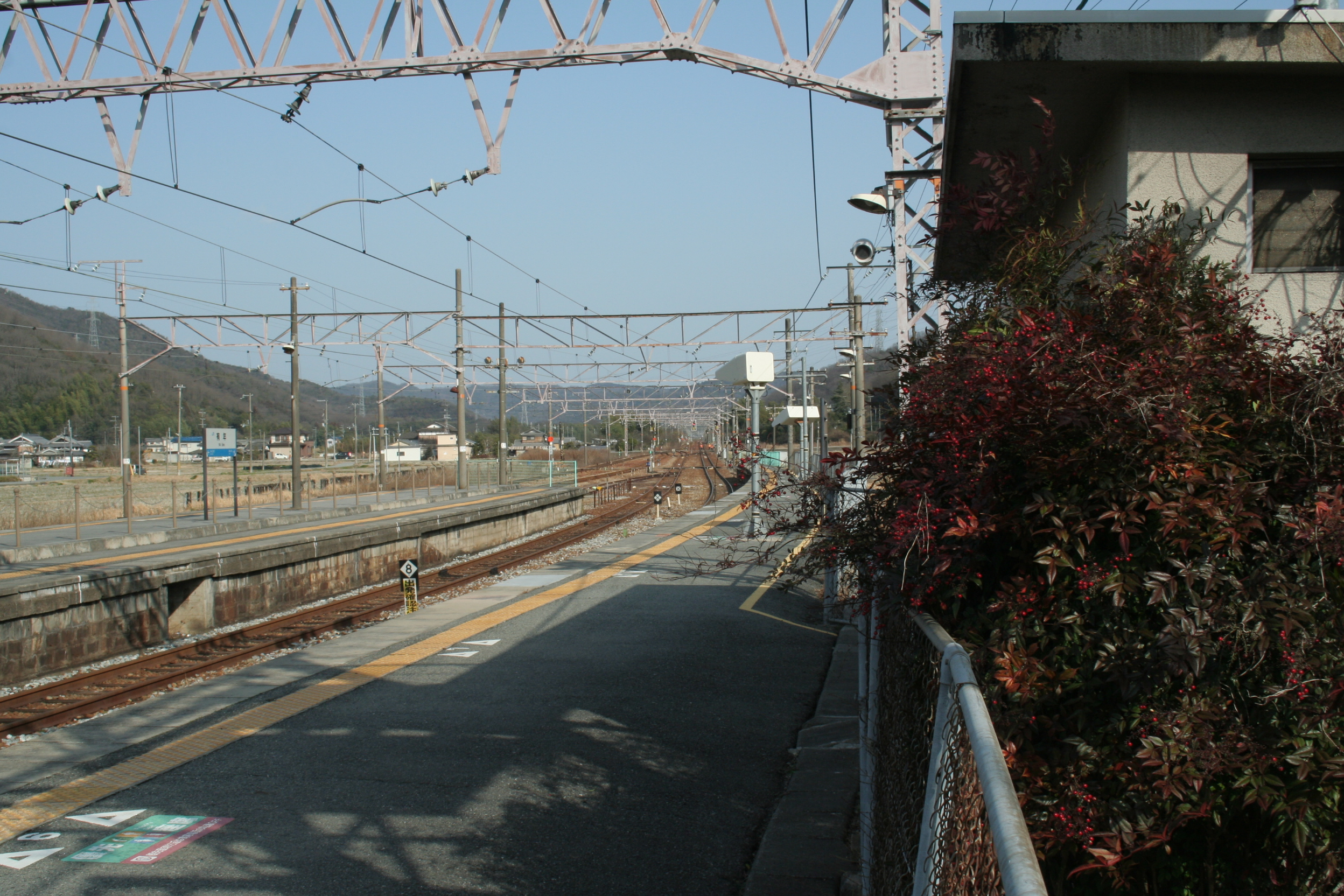
Voies et quais.

### Intermodalité
La gare permet d'accéder à plusieurs lieux remarquables :
- La forêt d'Akōfureai
- Le site de fouille d'Unehara Tanaka